# 酒甕礁
酒甕礁，因島形似酒甕而得名，為台灣澎湖縣望安鄉的一個島嶼，面積約0.0015平方公里。島嶼座落於望安島和將軍澳嶼中央的海域，位於將軍澳嶼西南方約900公尺處，距望安島東南方750公尺。因該島位於望安島和將軍澳嶼的航線上，故設有一座導航標誌燈。